# Diarmait mac Domnaill Ua Máel Sechlainn
Diarmait mac Domnaill Ua Máel Sechlainn (mort en 1169)  il règne en alternance comme roi de Mide avec son frère Donnchad mac Domnaill Ua Máel Sechlainn, de 1155 à 1156 puis de 1157 à 1158 avant de lui succéder de 1160 à 1169.

## Origine
Diarmait est le fils cadet de Domnall mac Murchada Ua Máel Sechlainn (mort en 1137) qui fut brièvement institué roi de Mide en 1127 par Toirdelbach Ua Conchobair  en opposition avec son propre père Murchad mac Domnaill Ua Máel Sechlainn.

## Règne
Son oncle le roi Máel Sechlainn mac Murchada Ua Máel Sechlainn, qui avait fait aveugler l'un de ses frères Conchobar en 1153, meurt à l'âge de 30 ans après avoir absorbé une boisson empoisonnée à l'abbaye de Durrow Muirchertach MacLochlainn principal prétendant au titre d'Ard ri Erenn s'empresse d'intervenir dans le royaume de Mide et d'investir comme roi  Donnchad mac Domnaill Ua Maelshechlainn, le frère ainé de Diarmait. La même année Donnchad fait tuer à Clonard un certain  Gillagott Ua Ciardha Ce meurtre révolte ses sujets du fait du « déshonneur » infligé par ce crime à Finien de Clonard, ils le déposent et appellent sur le trône son cadet Diarmait
Bien que Diarmait soit victorieux de son frère lors d'un combat où périt le fils de Giolla Deacair Ua Caibre chef du Tuath Buadhgha il est banni au Connaught et son frère qui est rétabli de 1156 à 1157 En 1157 Muirchertach MacLochlainn intervient de nouveau et bannit Donnchad  du fait des « outrages qu'il avait infligé aux clerc » d'Irlande, Diarmait est rétabli de 1157 à 1158 mais son royaume est pillé. En 1158 Donnchad parvient à se rétablir encore une fois et l'année suivante avec les Hommes de Teffa il mène un raid dans le domaine des Uí Maine. Leur roi Conchobar Maenmaige Ua Cellaigh, († 1180) le repousse et lui inflige une défaite En 1160 Donnchad Ua MaelSeachlainn est tué par Muracha Ua Finnolain seigneur de Dealbhna-mor et  Diarmait rétabli une nouvelle fois. En 1163 Diarmait est une encore déposé, cette fois par son « propre peuple », et il doit payer 100 onces d'or à Muirchertach MacLochainn pour être rétabli comme roi de « l'ouest de Mide  ».La même année son frère, Muircheartach, meurt accidentellement en tombant ivre d'un pont à Cork et en se noyant dans le Sabrann 
Diarmait participe à la vaste coalition rassemblée par en 1166 par Ruaidri Ua Conchobair contre  Diarmait Mac Murchada de Leinster,et qui comprend outre les nobles du Connaught également l'époux de sa tante, Tigernán Mór Ua Ruairc afin de d'abord soumettre les Gall Gàidheal du royaume de Dublin, d'obtenir un tribut d'eux ainsi que de Ua Cearbhaill († 1190) et les chefs d'Airgíalla avant  d'envahir le Leinster où il reçoivent la soumission de  Mac Faeláin et Ua Conchobhair Failghe . Diarmait mac Mac Murchadha tente de résister mais doit donner lui aussi des otages alors que Domnall Mac Giolla Phádraig d'Osraige se reconnait aussi vassal de Ua Conchobhair et donne des otages et un tribut. Diarmait Mac Murchada resté seul et sans allié décide alors de s'exiler,.

## Succession
Diarmait meurt  en 1169 tué par un concurrent Domnall Bregach le fils de Máel Sechlainn mac Domnaill Ua Máelsheachnaill (mort en 1115) qui brièvement tenta de s'imposer comme roi en 1115 au détriment de son frère Murchad mac Domnaill Ua Máelseachnaill. Domnall Breagach s'empare du trône de Mide.

## Sources
- (en) Donnchadh Ó Corráin, Ireland before the Normans, Dublin, Gill & Macmillan, 1972, 210 p., p. 166,167,169
- (en) T.W Moody, F.X. Martin et F.J. Byrne, A New History of Ireland IX Maps, Genealogies, Lists. A companion to Irish History part II, Oxford, Oxford University Press, 2011, 690 p. (ISBN 978-0-19-959306-4).
- (en) Art Cosgrove (sous la direction de), Medieval Ireland 1169-1534, Oxford, Oxford University Press, coll. « A New History of Ireland » (no 2), 2008, 1004 p. (ISBN 978019 9539703), p. 49,50,63,71,79
- (en) Goddard Henry Orpen (Introduction de Seán Duffy), Ireland under the Normands 1169-1333, t. I, Dublin, Four Courts Press (réédition), 2005, 633 p. (ISBN 9781846828188), p. 61,65,68-9,141,167